# بنتلو
بنتلو (به هلندی: Bentelo) یک منطقهٔ مسکونی در هلند است که در هوف فان‌تونته واقع شده‌است. بنتلو ۲٬۱۱۰ نفر جمعیت دارد.